# Ismenos (syn Amfiona)
Ismenos (gr. Ἰσμενός Ismenós, łac. Ismenus) – w mitologii greckiej królewicz tebański; jeden z Niobidów.
Uchodził za syna Amfiona i Niobe. Został zabity (wraz z braćmi) przez boga Apollina jako zemsta za pychę Niobe.